# Saint-Hilaire-de-Riez
Pour les articles homonymes, voir Riez (homonymie).
Saint-Hilaire-de-Riez [sɛ̃.t‿ilɛʁ də ʁje] est une commune du Centre-Ouest de la France, située sur la Côte de Lumière, dans le département de la Vendée en région Pays de la Loire.

## Géographie

### Localisation
Le territoire municipal de Saint-Hilaire-de-Riez s'étend sur 4 883 hectares. L'altitude moyenne de la commune est de 5 mètres, avec des niveaux fluctuant entre 0 et 33 mètres,.
La commune est située sur la Côte de Lumière (Atlantique). Très étendue, elle jouit de 13 km de côtes, dont 85 % sableuse et 15 % rocheuse, située entre Saint-Gilles-Croix-de-Vie et Saint-Jean-de-Monts. La ville est recouverte d'une forêt domaniale de pins maritimes le long de la côte, la forêt des Pays-de-Monts et, en grande partie, du marais breton vendéen dans les terres, ainsi que de marais salants. La ville est également longée par un cours d'eau : la Vie, qui arrive du nord.
| Saint-Jean-de-Monts | Le Perrier                | Soullans           |
| Océan Atlantique    | Saint-Hilaire-de-Riez     | Notre-Dame-de-Riez |
| Océan Atlantique    | Saint-Gilles-Croix-de-Vie | Le Fenouiller      |

La commune est située sur une partie de la corniche vendéenne.
On peut notamment admirer les 5 pineaux, le trou du diable et le belvédère Arrondeau qui offre une vue sur l'île d'Yeu par beau temps.
Il existe plusieurs lieux-dits qui sont Sion-sur-l'Océan, le Pissot, la Fradinière, la Pège, les Mouettes anciennement nommé les Vases (aussi appelé les Marines et appelé dans les années 1970 Merlin 2), les Becs (appelé dans les années 1970 Merlin plage) et les Demoiselles.

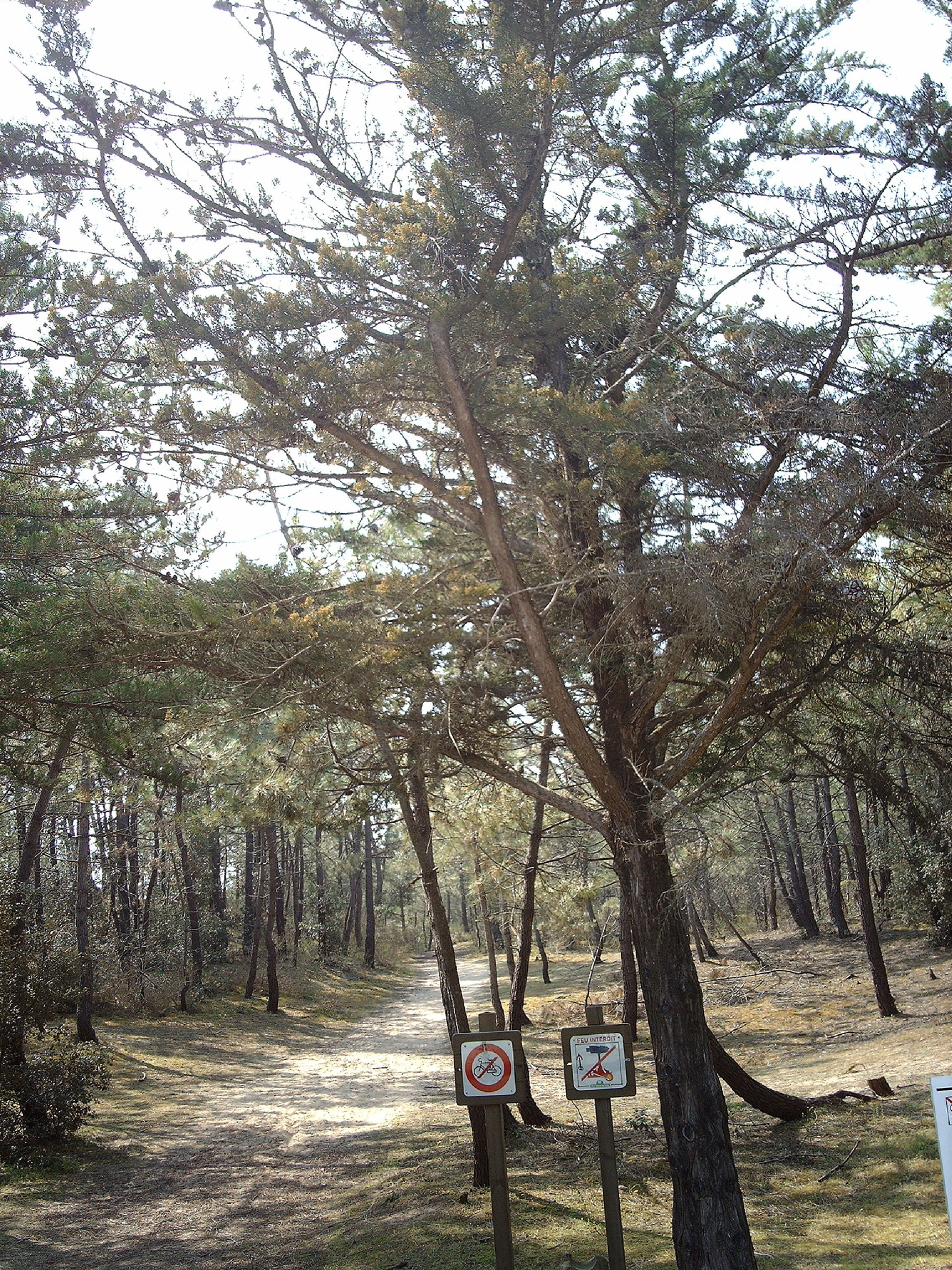
Vue d'une partie de la forêt domaniale.

### Climat
Pour des articles plus généraux, voir Climat des Pays de la Loire et Climat de la Vendée.
En 2010, le climat de la commune est de type climat méditerranéen altéré, selon une étude du CNRS s'appuyant sur une série de données couvrant la période 1971-2000. En 2020, Météo-France publie une typologie des climats de la France métropolitaine dans laquelle la commune est exposée à un climat océanique et est dans la région climatique Bretagne orientale et méridionale, Pays nantais, Vendée, caractérisée par une faible pluviométrie en été et une bonne insolation.
Pour la période 1971-2000, la température annuelle moyenne est de 12,6 °C, avec une amplitude thermique annuelle de 12,9 °C. Le cumul annuel moyen de précipitations est de 763 mm, avec 12,5 jours de précipitations en janvier et 6 jours en juillet. Pour la période 1991-2020, la température moyenne annuelle observée sur la station météorologique de Météo-France la plus proche, sur la commune du Perrier à 12 km à vol d'oiseau, est de 12,8 °C et le cumul annuel moyen de précipitations est de 762,1 mm,. Pour l'avenir, les paramètres climatiques de la commune estimés pour 2050 selon différents scénarios d'émission de gaz à effet de serre sont consultables sur un site dédié publié par Météo-France en novembre 2022.

## Urbanisme

### Typologie
Au 1er janvier 2024, Saint-Hilaire-de-Riez est catégorisée petite ville, selon la nouvelle grille communale de densité à sept niveaux définie par l'Insee en 2022.
Elle appartient à l'unité urbaine de Saint-Hilaire-de-Riez, une agglomération intra-départementale regroupant sept  communes, dont elle est ville-centre,,. Par ailleurs la commune fait partie de l'aire d'attraction de Saint-Hilaire-de-Riez, dont elle est la commune-centre,. Cette aire, qui regroupe 13 communes, est catégorisée dans les aires de moins de 50 000 habitants,.
La commune, bordée par l'océan Atlantique, est également une commune littorale au sens de la loi du 3 janvier 1986, dite loi littoral. Des dispositions spécifiques d’urbanisme s’y appliquent dès lors afin de préserver les espaces naturels, les sites, les paysages et l’équilibre écologique du littoral, tel le principe d'inconstructibilité, en dehors des espaces urbanisés, sur la bande littorale des 100 mètres, ou plus si le plan local d’urbanisme le prévoit.

### Occupation des sols
L'occupation des sols de la commune, telle qu'elle ressort de la base de données européenne d’occupation biophysique des sols Corine Land Cover (CLC), est marquée par l'importance des territoires agricoles (44,9 % en 2018), en diminution par rapport à 1990 (47 %). La répartition détaillée en 2018 est la suivante : prairies (31,6 %), zones urbanisées (26,1 %), zones agricoles hétérogènes (13,3 %), forêts (8,4 %), zones humides côtières (6,3 %), milieux à végétation arbustive et/ou herbacée (6 %), espaces verts artificialisés, non agricoles (5,2 %), zones industrielles ou commerciales et réseaux de communication (1,5 %), espaces ouverts, sans ou avec peu de végétation (1,5 %), eaux maritimes (0,2 %). L'évolution de l’occupation des sols de la commune et de ses infrastructures peut être observée sur les différentes représentations cartographiques du territoire : la carte de Cassini (XVIIIe siècle), la carte d'état-major (1820-1866) et les cartes ou photos aériennes de l'IGN pour la période actuelle (1950 à aujourd'hui).

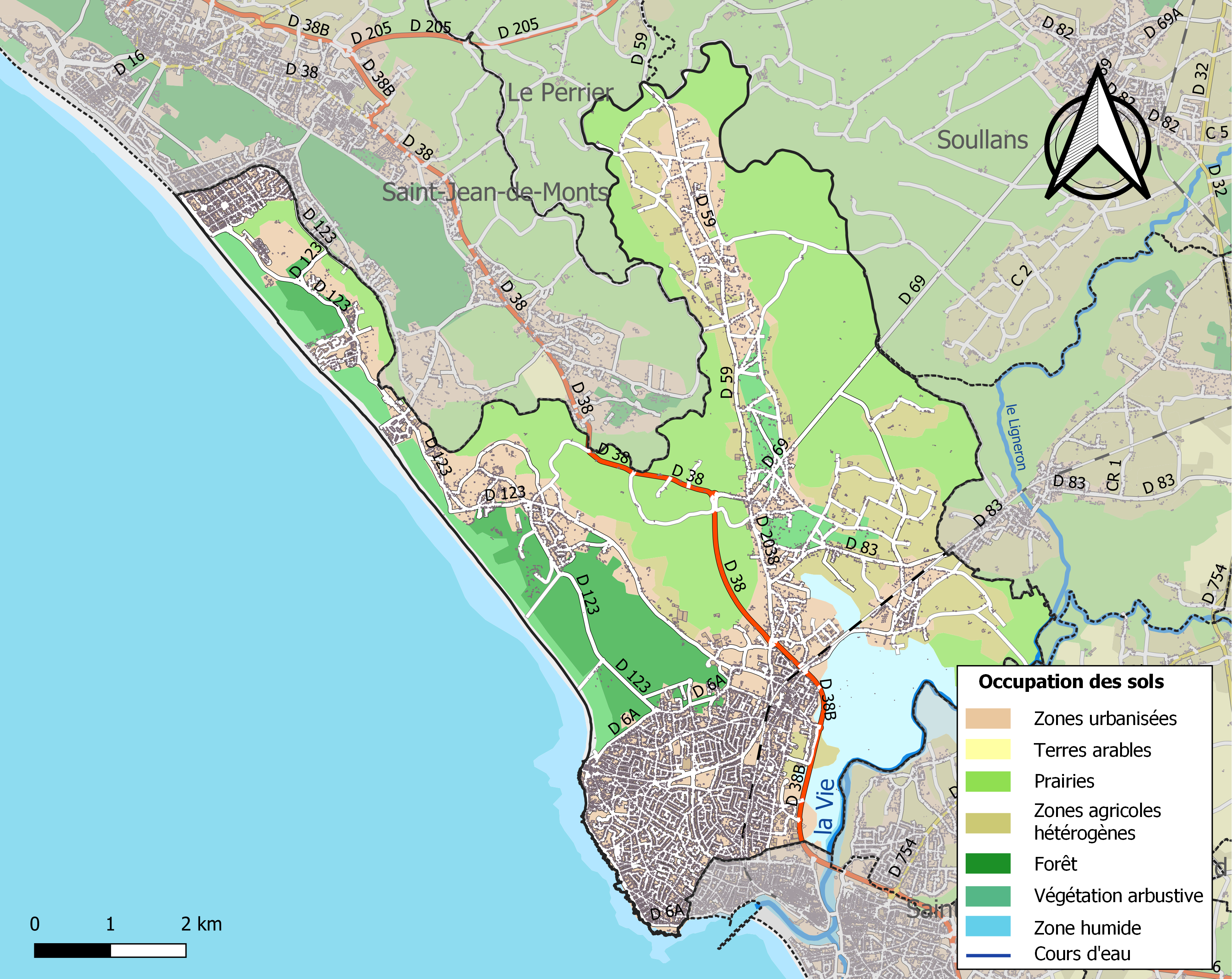
Carte des infrastructures et de l'occupation des sols de la commune en 2018 (CLC).

### Voies de communication et transports

#### Transport urbain: Hilagobus
Depuis le 3 septembre 2018, un service régulier de navette gratuit a été mis en place au sein de la commune.
Il succède à l'ancienne formule de l'Hilagobus, créée en septembre 2015, qui était alors un service de transport à la demande boudé par les Hilairois. En effet, ce service était trop restreint : le minibus n'était pas accessible, les jours de fonctionnement n'étaient pas suffisants, le système de réservation était contraignant et le service manquait de visibilité.

#### Transport interurbain: Aléop en Vendée
La ville est desservie par 2 lignes régulières du réseau de transport régional Aléop (depuis le 27 février 2019 ; anciennement Cap Vendée) : la ligne 568 (reliant Les Sables-d'Olonne à La Barre-de-Monts) et la ligne 572 (reliant La Roche-sur-Yon à Saint-Jean-de-Monts). Exploitées par la société Sovetours, les lignes d'autocar Aléop en Vendée permettent de rejoindre les principales villes du département.
En juillet et août, le service de navettes « La Littorale » (lignes 568 et 512) permet aux vacanciers et aux habitants de profiter de plusieurs allers-retours par jour entre La Barre-de-Monts, Notre-Dame-de-Monts, Saint-Jean-de-Monts, Saint-Hilaire-de-Riez et Saint-Gilles-Croix-de-Vie. Ce service fonctionne du lundi au dimanche et coûte 0,50 €.

#### Transport régional: Aléop en TER
De nombreux trains quotidiens au départ et à l'arrivée de la gare de Saint-Hilaire-de-Riez permettent de rejoindre facilement les gares de Nantes, Machecoul, Challans... Les trains empruntent la ligne 11 Nantes - Saint-Gilles-Croix-de-Vie du TER Pays de la Loire. Le service ferroviaire est aussi complété par des missions en autocar, le vendredi soir et le week-end.

#### Réseau cyclable
Saint-Hilaire dispose d'un réseau cyclable en augmentation constante grâce notamment aux travaux effectués depuis les années 2000. Près de 60 km d'aménagements ont été ainsi réalisés.

### Télécommunications
La commune abrite le central téléphonique d'où un câble téléphonique reliait l'Europe à l'Amérique, téléphone rouge entre autres y transitait. Aujourd'hui délaissée et n'héberge plus que le câble EURAFRICA technologiquement dépassé dont le service a été interrompu.
Un accord entre Orange et Google a été noué pour déployer une liaison de 6 600 km entre Saint-Hilaire-de-Riez et Virginia Beach, en Virginie, aux États-Unis d'Amérique du nom de Dunant. La mise en service a eu lieu en février 2021.

## Environnement
Saint-Hilaire-de-Riez a obtenu trois fleurs au Concours des villes et villages fleuris (palmarès 2007).
La plage de Sion a été réaménagée. On y trouve entre autres comme plantes protégées ou remarquables : l'œillet des dunes (protégé à l'échelle nationale), l'alysson des champs (protégé à l'échelle régionale), l'asperge prostrée, l'armérie à larges feuilles, le panicaut maritime.

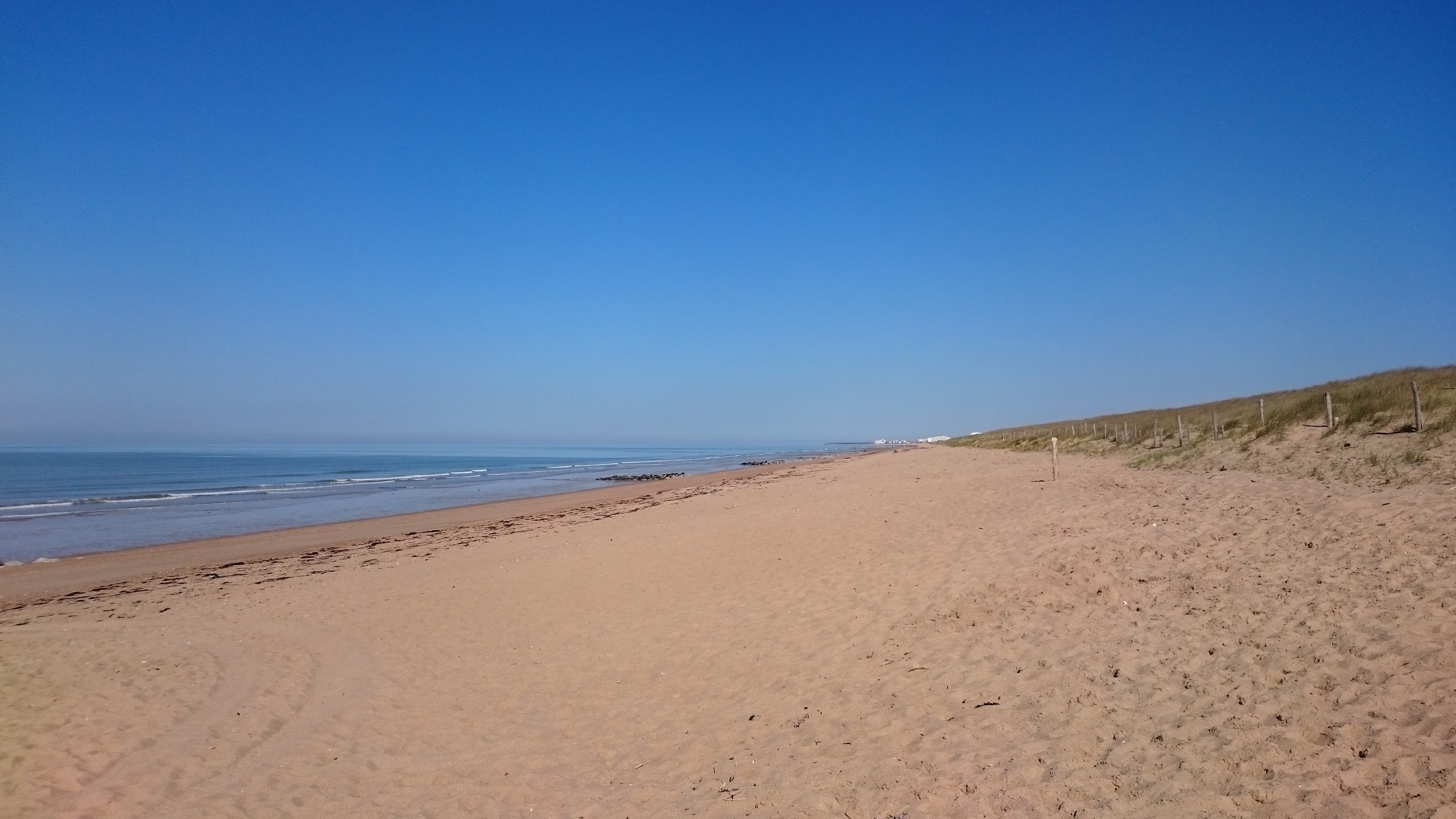
Plage de Sion (Chemin Yann Duprat).

## Toponymie
Durant la Révolution, la commune porte le nom de La Révolution.

## Histoire
- Rié (puis Riez) fut une île à l'origine de la cité.
- Gisement du Bronze ancien datant de la Préhistoire et l'Antiquité.
- Conserve le souvenir du passage de Louis XIII allant remporter sa victoire sur le  chef de guerre Benjamin de Rohan et ses troupes durant les rébellions huguenotes.
- Siège d'une baronnie.
- Débarquement sous les Cent jours de Louis de La Rochejaquelein où il livra la bataille des Mathes et y fut tué.
- Actuellement 1re commune de Vendée en capacité d'accueil (80 000 personnes) ; expansion touristique exceptionnelle ; la plus grande façade Atlantique de Vendée[réf. nécessaire].

## Politique et administration

### Liste des maires

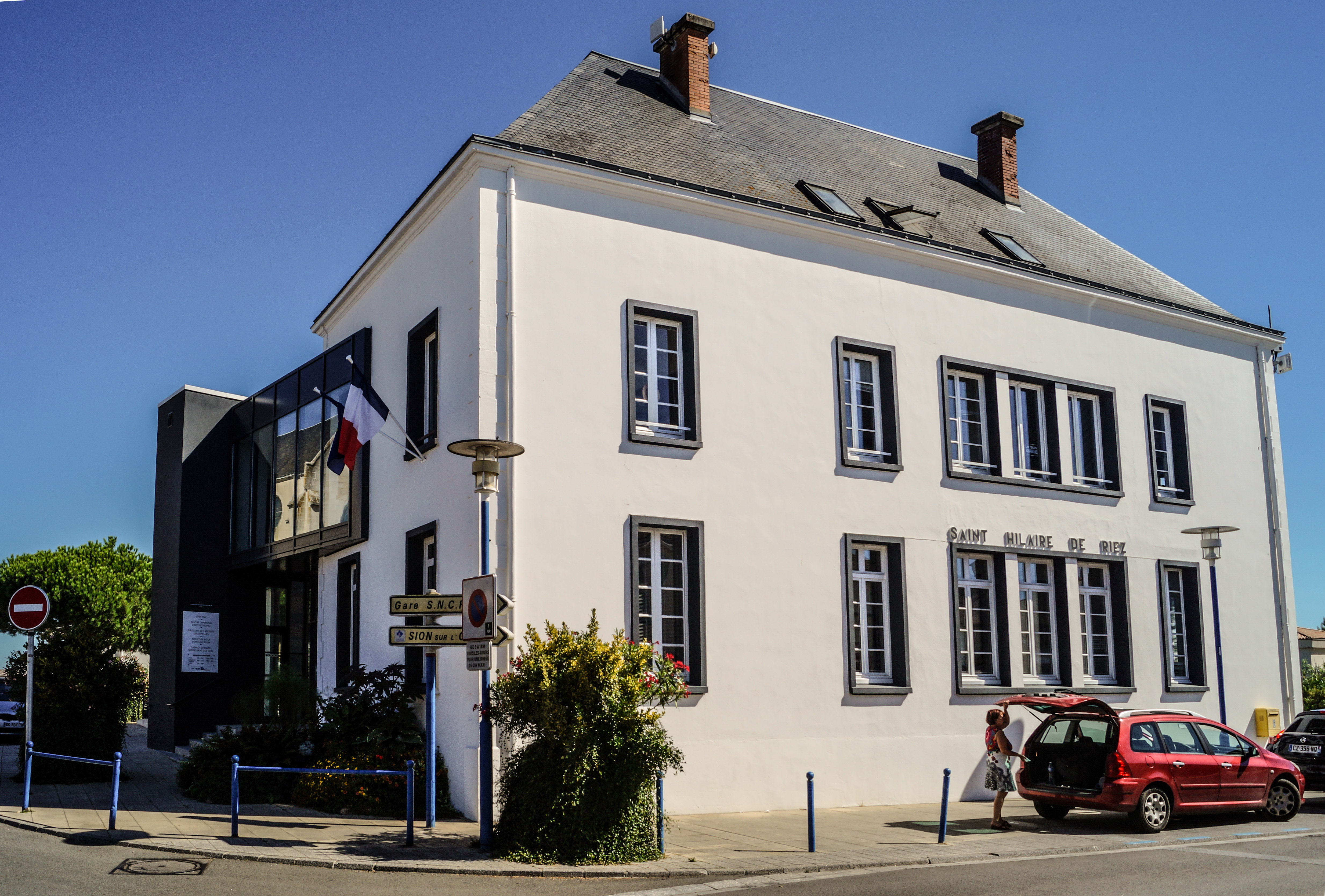
La mairie.

| Période                                  | Période              | Identité          | Étiquette        | Qualité |
| ---------------------------------------- | -------------------- | ----------------- | ---------------- | --- |
| avant 1941                               |                      | Louis Morineau    |                  | Conseiller d'arrondissement Renommé en février 1941 |
| 1941                                     | mars 1965            | Pierre Burgaud    |                  | |
| mars 1965                                | février 1987 (décès) | Louis Caiveau     | DVD puis UDF-CDS | Entrepreneur de travaux publics Sénateur de la Vendée (1981 → 1987) Conseiller général de Saint-Gilles-Croix-de-Vie (1970 → 1987) Réélu en 1971, 1977 et 1983 |
| mars 1987                                | mars 1989            | Henri Michineau   |                  | |
| mars 1989                                | mars 2014            | Jacques Fraisse   | PS puis DVG      | Médecin retraité Réélu en 1995, 2001 et 2008 |
| mars 2014                                | juillet 2020         | Laurent Boudelier | UDI-DVD          | Gérant de société Conseiller départemental de Saint-Hilaire-de-Riez (2015 → ) Vice-président de la CC du Pays-de-Saint-Gilles-Croix-de-Vie (2014 → 2020)      |
| juillet 2020                             | En cours             | Kathia Viel       | DVG              | Infirmière libérale 3e vice-présidente de la CC du Pays-de-Saint-Gilles-Croix-de-Vie (2020 → )                                                                |
| Les données manquantes sont à compléter. |                      |                   |                  | |

### Instances administratives
Administrativement, Saint-Hilaire-de-Riez dépend de l'arrondissement des Sables-d'Olonne et du canton de Saint-Hilaire-de-Riez.
Au début de la Révolution, la commune appartient au canton de Saint-Gilles, dans le district de Challans. De 1801 à 2015, la commune se situe dans l'arrondissement des Sables-d'Olonne et dans le canton de Saint-Gilles-sur-Vie (1801-1966), devenu canton de Saint-Gilles-Croix-de-Vie (1966-2015).
Saint-Hilaire-de-Riez est l'une des cinq communes fondatrices de la communauté de communes Côte-de-Lumière, structure intercommunale ayant existé entre le 1er janvier 1997 et le 31 décembre 2009. Depuis le 1er janvier 2010, la commune est membre du Pays de Saint-Gilles-Croix-de-Vie Agglomération.

## Population et société

### Démographie

#### Évolution démographique
L'évolution du nombre d'habitants est connue à travers les recensements de la population effectués dans la commune depuis 1793. Pour les communes de plus de 10 000 habitants les recensements ont lieu chaque année à la suite d'une enquête par sondage auprès d'un échantillon d'adresses représentant 8 % de leurs logements, contrairement aux autres communes qui ont un recensement réel tous les cinq ans,.

En 2022, la commune comptait 12 923 habitants, en évolution de +16,96 % par rapport à 2016 (Vendée : +5,33 %, France hors Mayotte : +2,11 %).
| 1793  | 1800  | 1806  | 1821  | 1831  | 1836  | 1841  | 1846  | 1851  |
| ----- | ----- | ----- | ----- | ----- | ----- | ----- | ----- | ----- |
| 2 000 | 1 860 | 1 913 | 2 197 | 2 560 | 2 264 | 2 102 | 2 194 | 2 305 |

| 1856  | 1861  | 1866  | 1872  | 1876  | 1881  | 1886  | 1891  | 1896  |
| ----- | ----- | ----- | ----- | ----- | ----- | ----- | ----- | ----- |
| 2 292 | 2 244 | 2 320 | 2 293 | 2 474 | 2 580 | 2 758 | 2 811 | 2 925 |

| 1901  | 1906  | 1911  | 1921  | 1926  | 1931  | 1936  | 1946  | 1954  |
| ----- | ----- | ----- | ----- | ----- | ----- | ----- | ----- | ----- |
| 3 064 | 3 212 | 3 291 | 3 099 | 3 190 | 3 304 | 3 308 | 3 264 | 3 580 |

| 1962  | 1968  | 1975  | 1982  | 1990  | 1999  | 2006   | 2011   | 2016   |
| ----- | ----- | ----- | ----- | ----- | ----- | ------ | ------ | ------ |
| 4 038 | 4 339 | 5 028 | 6 041 | 7 416 | 8 761 | 10 063 | 10 553 | 11 049 |

| 2021   | 2022   | - | - | - | - | - | - | - |
| ------ | ------ | - | - | - | - | - | - | - |
| 12 682 | 12 923 | - | - | - | - | - | - | - |

#### Pyramide des âges
La population de la commune est relativement âgée.
En 2018, le taux de personnes d'un âge inférieur à 30 ans s'élève à 19,6 %, soit en dessous de la moyenne départementale (31,6 %). À l'inverse, le taux de personnes d'âge supérieur à 60 ans est de 50,2 % la même année, alors qu'il est de 31,0 % au niveau départemental.
En 2018, la commune comptait 5 460 hommes pour 5 719 femmes, soit un taux de 51,16 % de femmes, égal au taux départemental (51,16 %).
Les pyramides des âges de la commune et du département s'établissent comme suit.
| Hommes | Classe d’âge | Femmes |
| ------ | ------------ | ------ |
| 0,9    | 90 ou +      | 1,9    |
| 16,1   | 75-89 ans    | 17,9   |
| 30,8   | 60-74 ans    | 32,8   |
| 18,0   | 45-59 ans    | 19,0   |
| 12,2   | 30-44 ans    | 11,1   |
| 9,9    | 15-29 ans    | 7,5    |
| 12,1   | 0-14 ans     | 9,9    |

| Hommes | Classe d’âge | Femmes |
| ------ | ------------ | ------ |
| 0,8    | 90 ou +      | 2,2    |
| 8,7    | 75-89 ans    | 11,1   |
| 20,3   | 60-74 ans    | 21,3   |
| 20     | 45-59 ans    | 19,4   |
| 17,5   | 30-44 ans    | 16,8   |
| 15     | 15-29 ans    | 13,2   |
| 17,7   | 0-14 ans     | 16,1   |

### Manifestations culturelles et festivités
- Festival « Un temps pour tous » de l'association Carpe Diem (pendant la semaine du 15 août)
- Tremplin « Vendée-vous avec nous » de l'association Carpe Diem (au mois de mai)
- Patronale : 14 janvier
- Raids de baleinières entre Saint-Hilaire et l'île d'Yeu.
- Fête communale : Ascension
- Festival Energ'éthique consacré à l'éducation à l'environnement et au développement durable
- Spectacle pyro-musical : mi-juillet (à Sion)
- Marathon international : début août
- Festival Vert lézard : mi-août
- Festival Les P'tites Rues : fin octobre

Depuis 1993, la ville est animée au printemps et en été par le festival  La Déferlante. Diverses manifestations culturelles gratuites sont organisées par l'association éponyme dans neuf stations balnéaires de la région Pays de la Loire : Saint-Brevin-les-Pins, Pornic, Barbâtre, Notre-Dame-de-Monts, Saint-Jean-de-Monts, Saint-Hilaire-de-Riez, Saint-Gilles-Croix-de-Vie, Les Sables-d'Olonne et La Tranche-sur-Mer (du nord au sud).

### Sports et loisirs
- Tennis Club de Saint Hilaire de Riez, équitation, nautiques, tennis de table (Maison pour tous)
- VTT Riez Océan

### Vie locale/culturelle
- Marchés :
  - Saint-Hilaire Centre : jeudi et dimanche ;
  - Marché de Merlin-Plage : lundi*, mercredi*, samedi* (*de juin-fin à septembre) ;
  - Sion : mardi et vendredi.
- Médiathèques : 
  - Centre bourg
  - Quartier de Sion[33]

### Activités autres
- Pêche à pied, en mer et rivière
- Chasse
- Passage du GR « Côte de Lumière »
- Village de vacances
- Campings
- Colonies de vacances
- Centre de vacances naturiste (avril/octobre)
- Nautisme (12 plages surveillées dont les principales sont : Sion-sur-l'Océan, les Marines, Merlin-Plage, plage des Demoiselles)

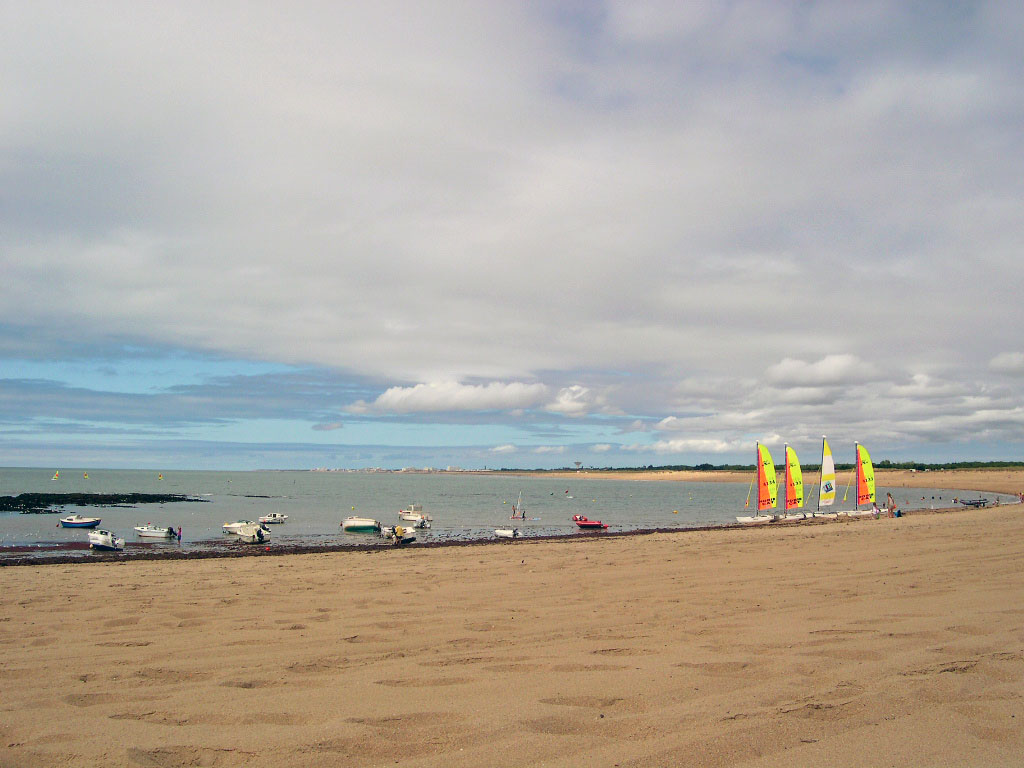
Bateaux sur une plage de la commune.

- Discothèque le pili pili
- Office du tourisme (Sion)
- Maison pour tous

## Économie
- Culture maraîchère : tomates, salades, fraises, etc. en coopérative.
- Bois, pâturages, céréales, bovins, volaille.
- Industrie nautique.
- Dépollution marine : Thomsea
- Tourisme de masse saisonnier.

### Tourisme
La ville a une capacité d'accueil de près de 80 000 estivants.

## Culture locale et patrimoine

### Lieux et monuments
- Le quartier et ancien port de pêche de Sion-sur-l'Océan,
- Statut « hommage au bocage » offert par leurs amis maraîchins qui se trouve devant l'école publique Henry Simon.
- La Corniche vendéenne (les Cinq Pineaux, le Belvédère Arrondeau, le trou du Diable),
- Les marais salants,
- Le mur des Droits-de-l'Homme. Sont exposées des plaques commémoratives pour différentes personnes comme : Louise Michel, Zola, Victor Hugo, etc. Les sculptures sont de Abbas Bani Hasan ; il vit à Saint-Gilles-Croix-de-Vie.
- Église Saint-Hilaire.
- La Bourrine du Bois-Juquaud est une habitation typique du marais breton-vendéen telle qu'elles étaient à la fin du XVIIIe siècle. Elle fait partie de l'Écomusée de Vendée. Durant la saison estivale, on peut y voir la vie au début du siècle dernier.

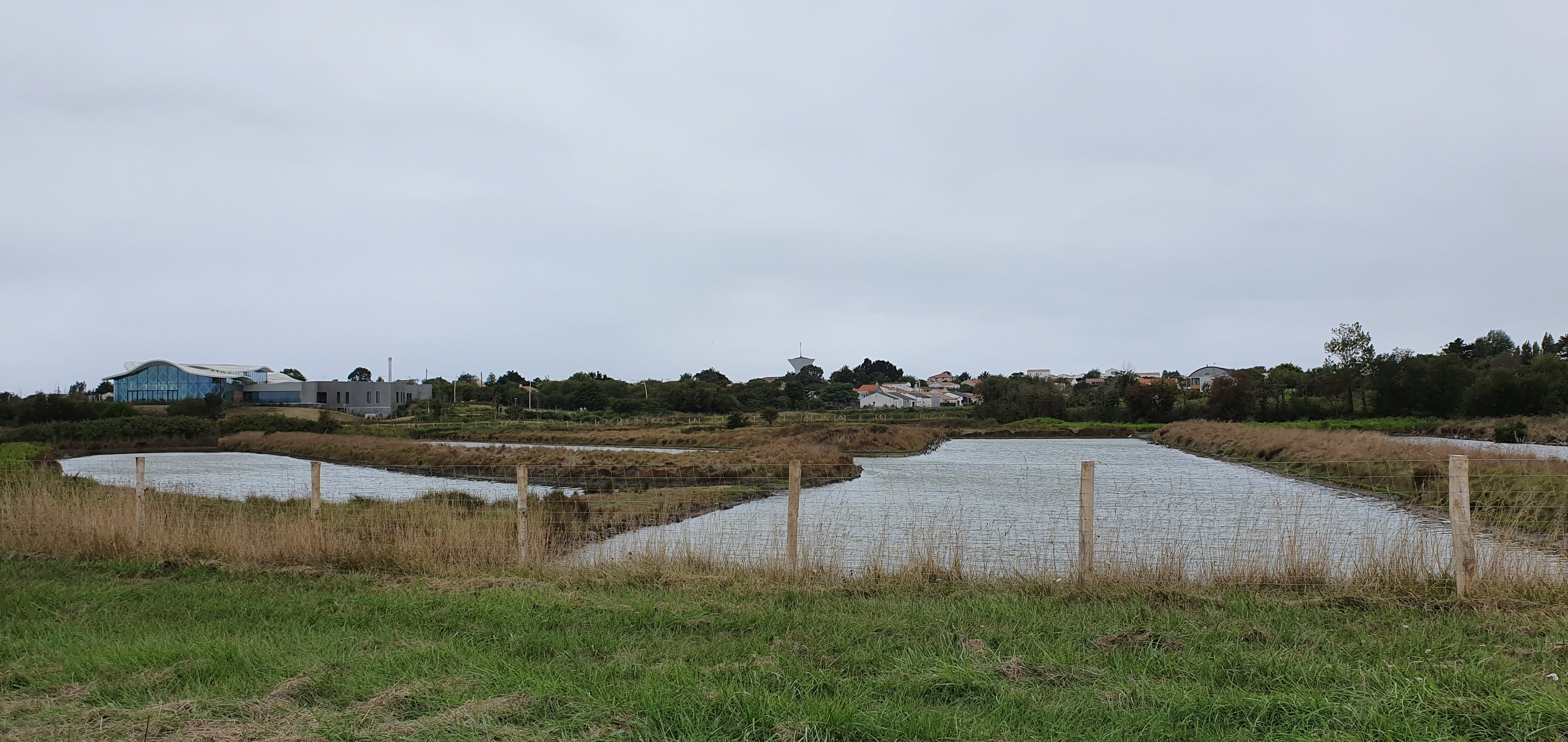
Marais salants de Saint-Hilaire-de-Riez.
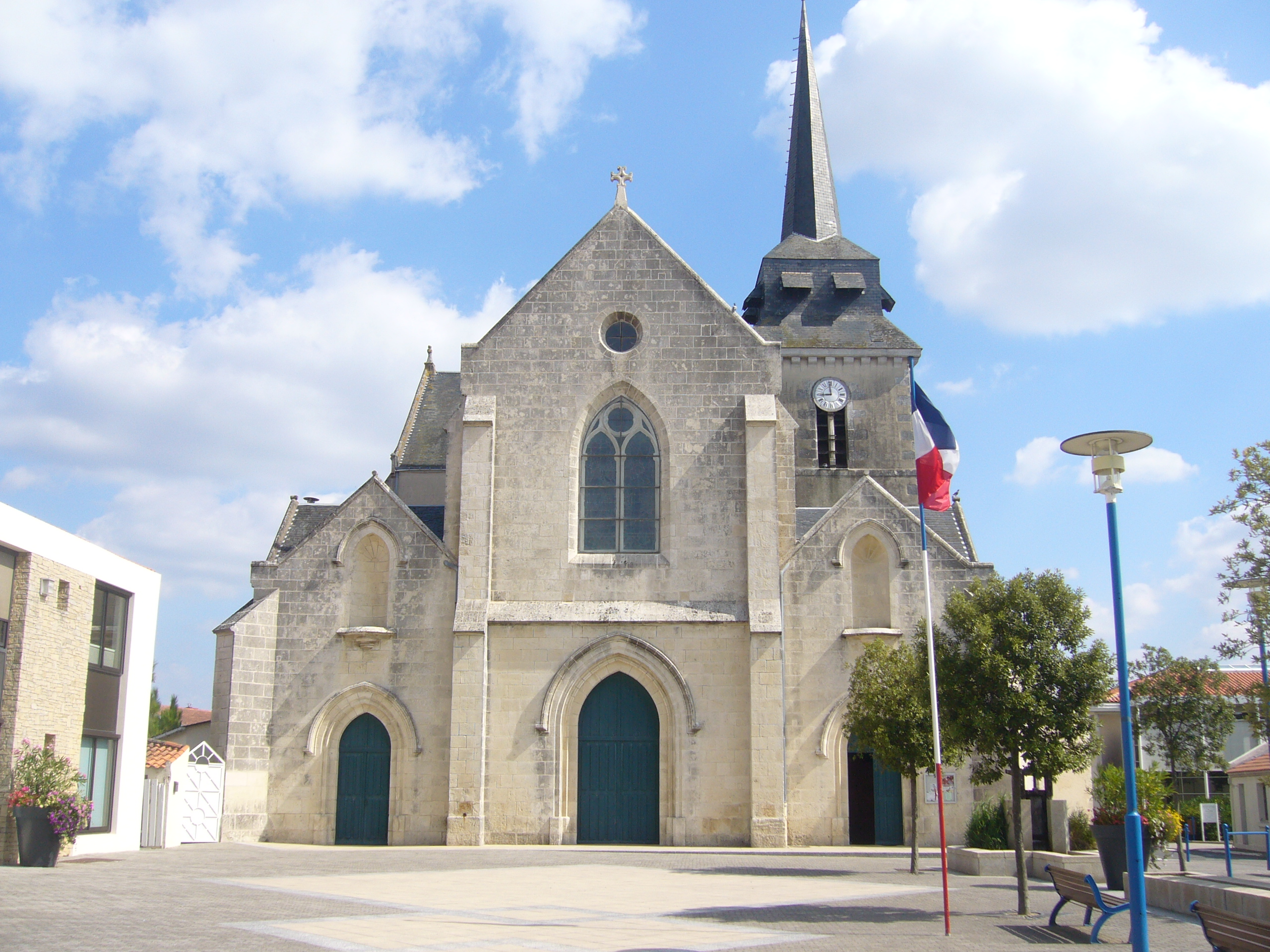
Église de Saint-Hilaire.
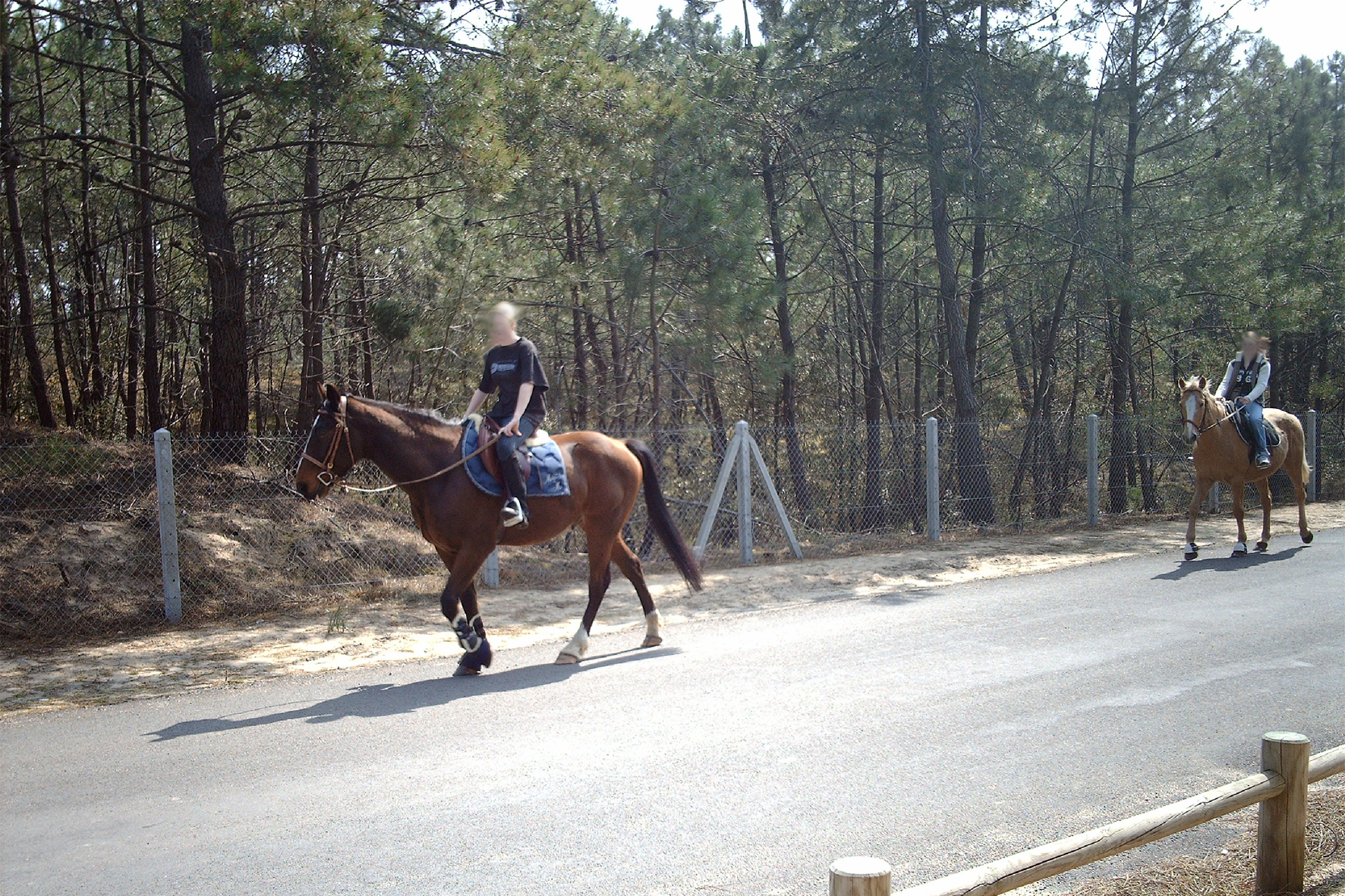
Équitation en forêt.
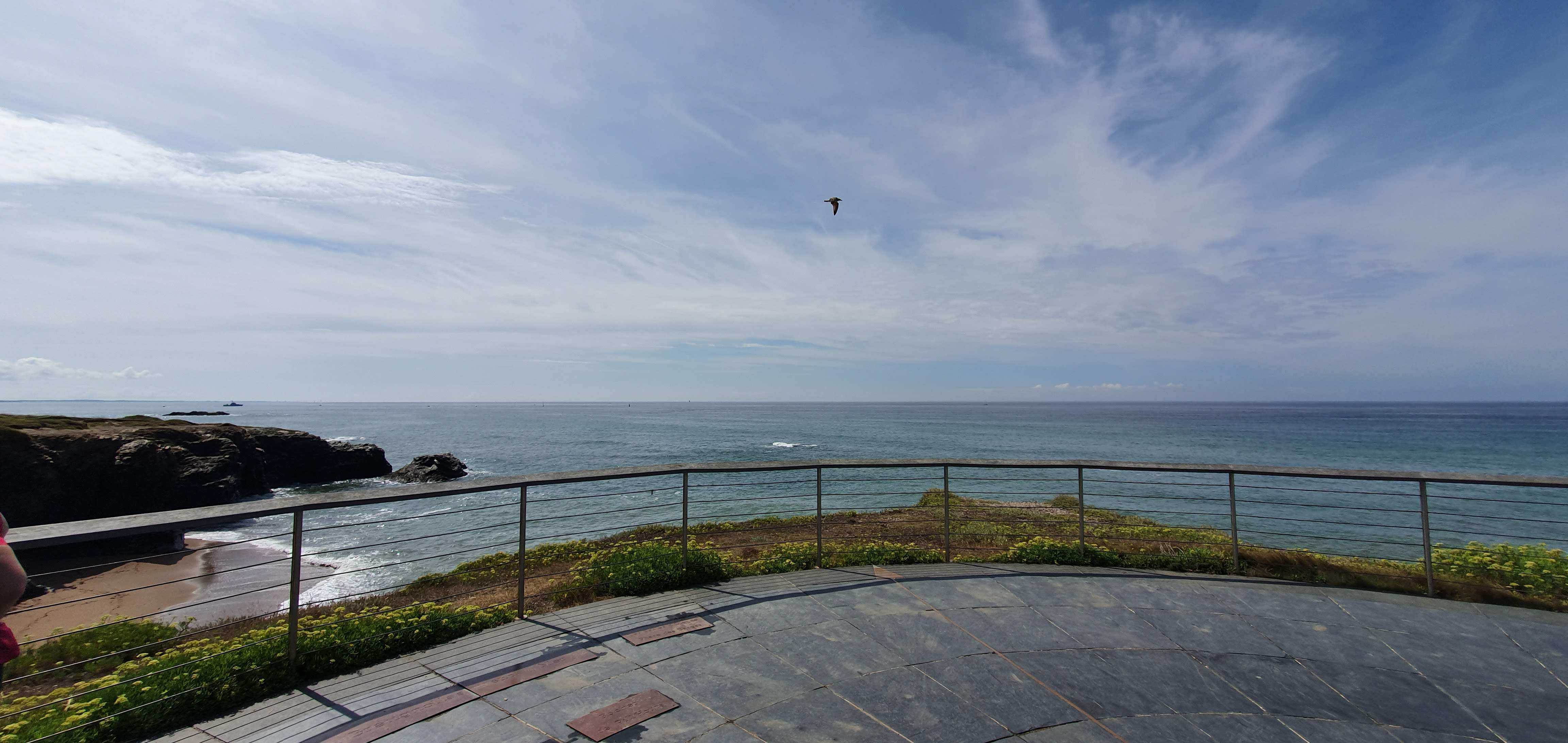
Belvédère Arrondeau.
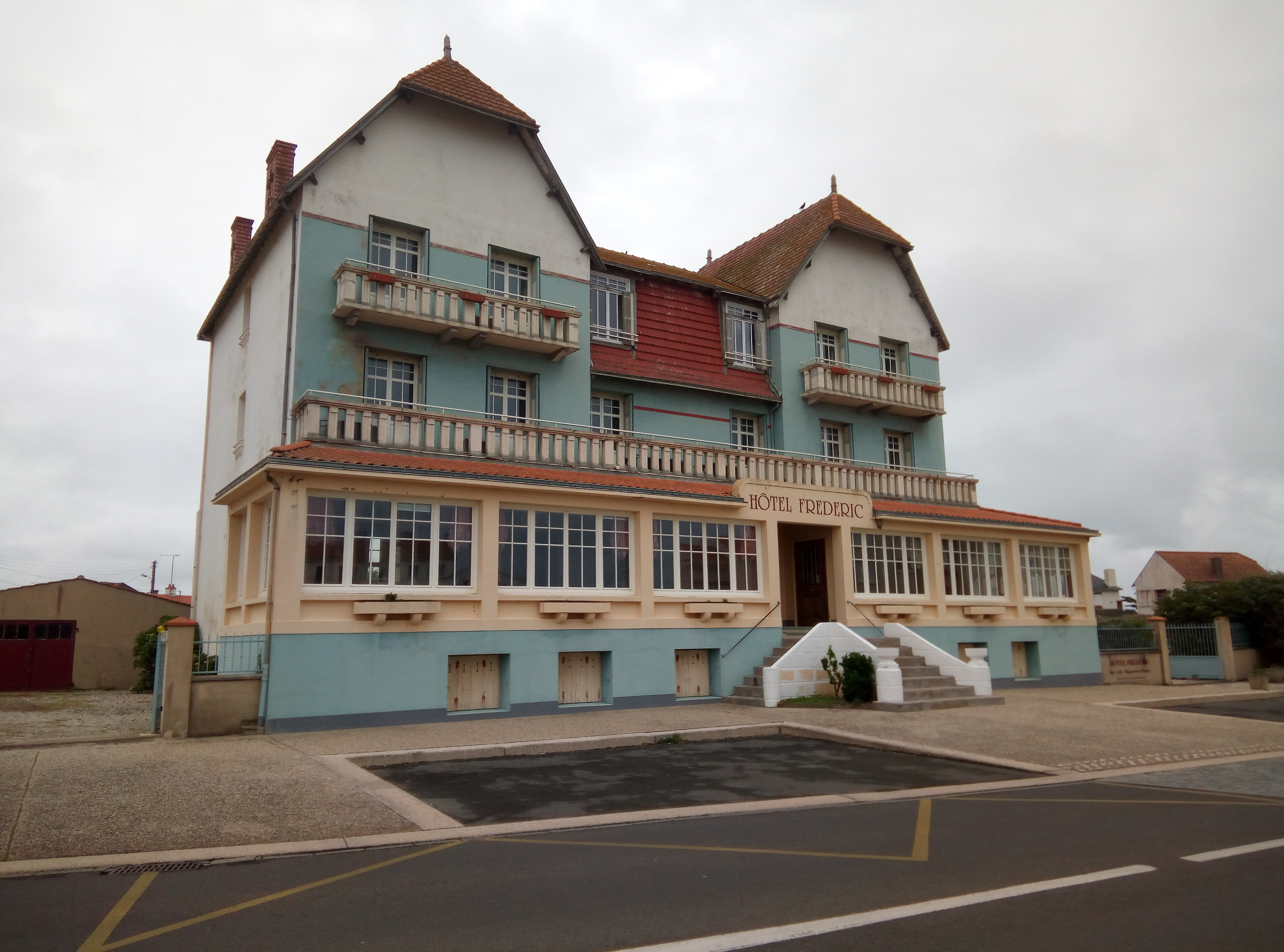
Hôtel Frederic.
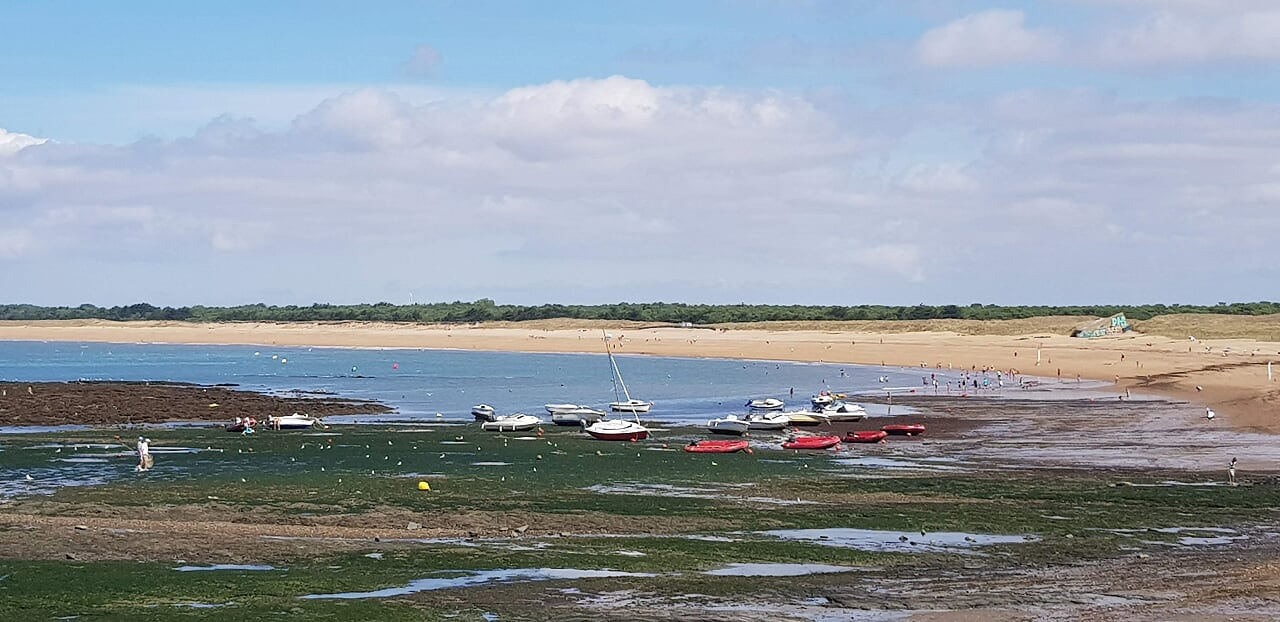
Port de Sion-sur-l'Océan.
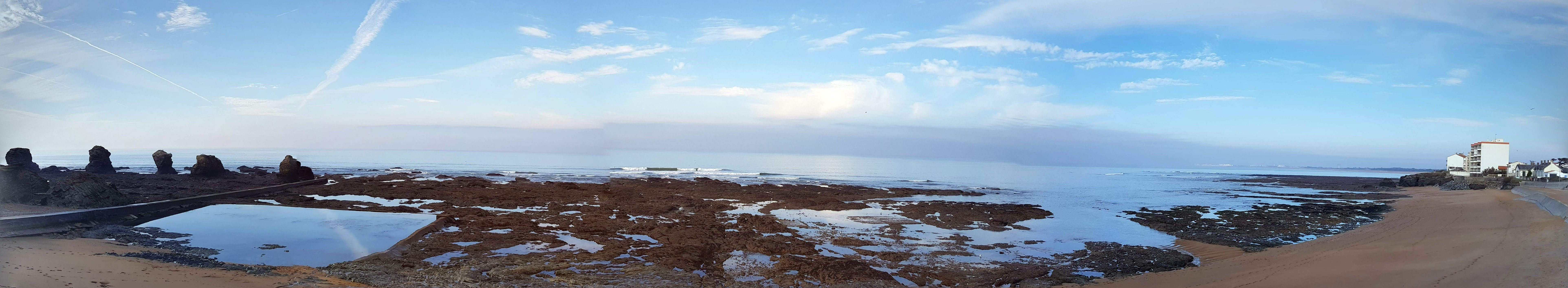
Vue sur la baie de Sion-sur-l'Océan (Saint-Hilaire-de-Riez).

### Personnalités liées à la commune
- Louis du Vergier de La Rochejaquelein.
- Henry Simon (artiste né à Saint-Hilaire).

### Emblèmes

#### Héraldique
| Blason | Blasonnement : D'azur à la croix partie d'or et de sable. |

#### Logotype

Logo de Saint-Hilaire-de-Riez, depuis juillet 2006.
Ancien logo de Saint-Hilaire-de-Riez, créé dans les années 1990.

## Pour approfondir